# Nils Hallenberg
Nils Hallenberg, född 1947 i Kil, är en svensk mykolog som specialiserar sig på skinnsvampar inom gruppen basidsvampar. 
Hallenberg har samlat i Sverige men även i övriga Europa, Nordamerika, i tempererade områden av Mellanöstern samt södra halvklotet. Nils var professor i systematisk botanik vid Göteborgs universitet. Han bidrog till bokserien The Corticiaceae of North Europe (1973-1988, Fungiflora förlag). Han har (maj 2020) författat 120 vetenskapliga artiklar och beskrivit ett släkte och 33 arter.
Nils Hallenbergs auktorsbeteckning är Hallenb.
Ett släkte - Hallenbergia - och sju arter (Aleurodiscus hallenbergii, Athelicium hallenbergii, Clavulicium hallenbergii, Hyphoderma hallenbergii, Peniophora hallenbergii, Xylodon hallenbergii samt Vuilleminia nilsii) är uppkallade efter Nils Hallenberg.